# Wolfgang Muff

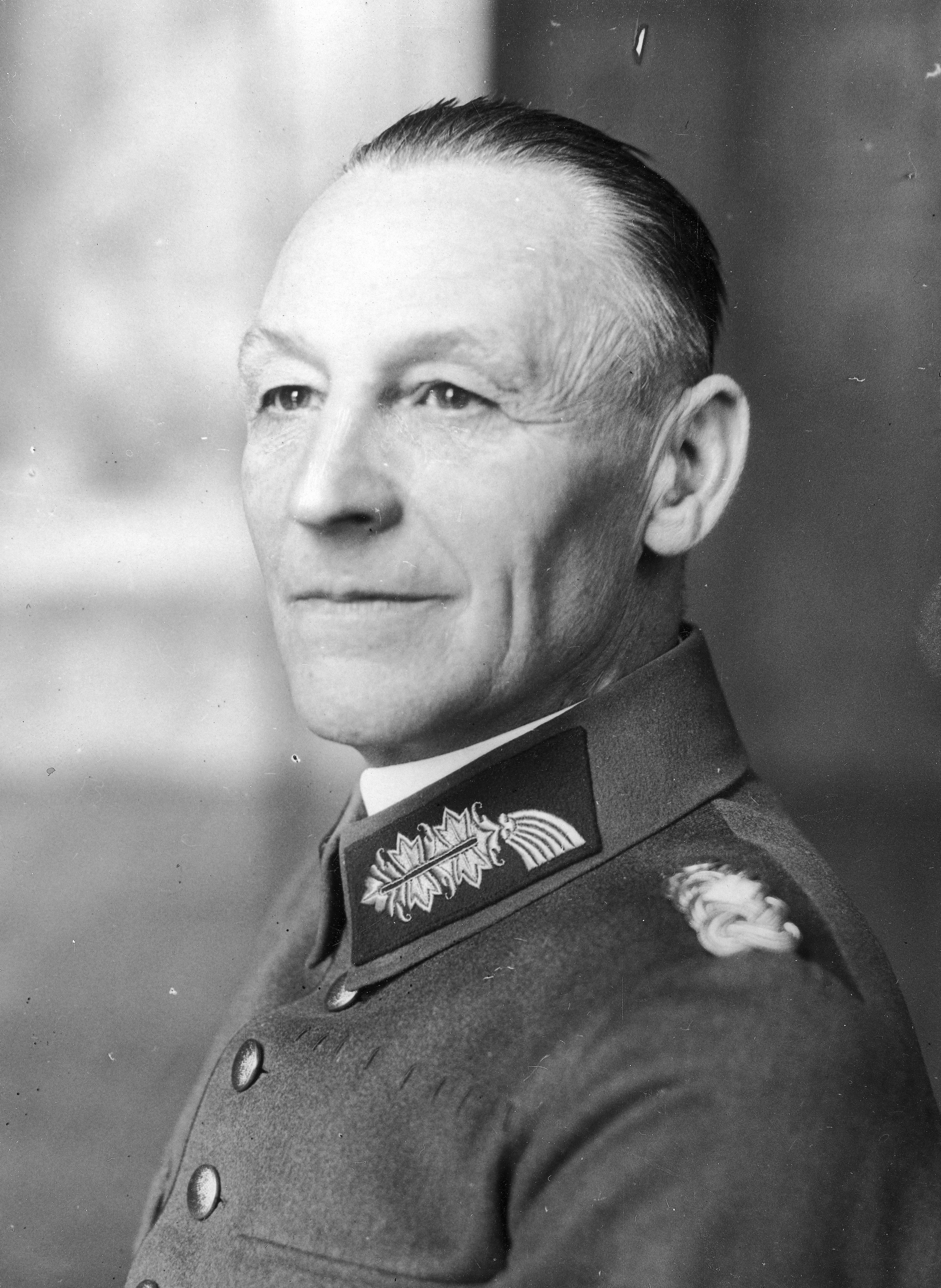
Wolfgang Muff (1933)

Wolfgang Muff (* 15. März 1880 in Ulm; † 17. Mai 1947 in Bad Pyrmont) war ein deutscher General der Infanterie im Zweiten Weltkrieg.

## Leben

### Herkunft
Er war der Sohn des späteren württembergischen Generalleutnants Karl von Muff (1846–1935) und dessen Ehefrau Anna Luise, geborene Eisenbach (1856–1933). Sein Bruder Friedrich Erich (1881–1948) schlug ebenfalls eine Militärkarriere ein, schied aber nach dem Ersten Weltkrieg als Major aus dem aktiven Dienst und war als Direktor der Schweizer Mercedes-Benz AG in Zürich tätig.

### Militärkarriere

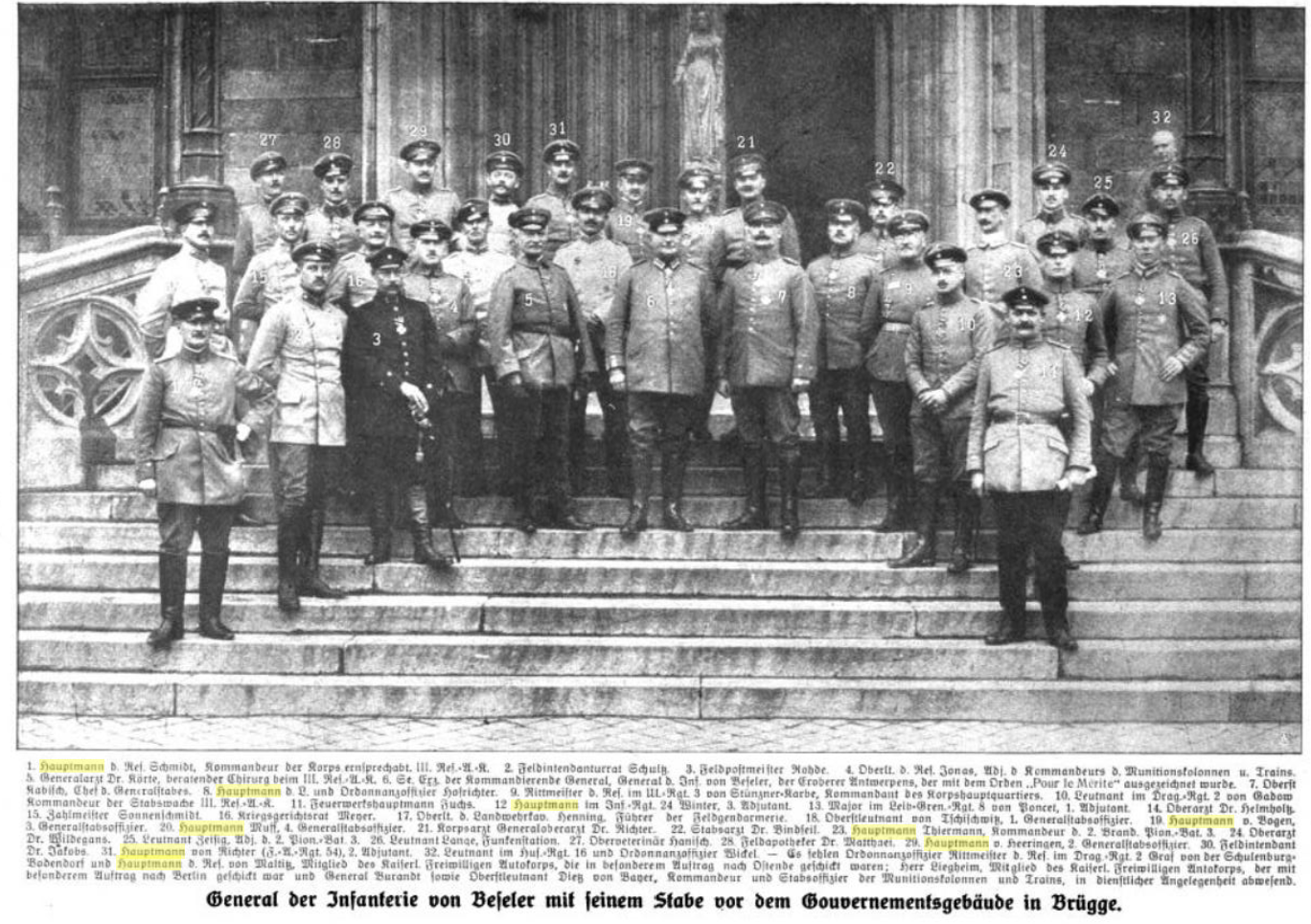
Wolfgang Muff (Nr. 20) im Stabe des Generaloberst Hans von Beseler (Nr. 6) in Brügge, 1914

Muff trat nach dem Besuch des Karls-Gymnasiums in Stuttgart 1899 als Fahnenjunker in das Infanterie-Regiment „Großherzog Friedrich von Baden“ (8. Württembergisches) Nr. 126 der Württembergischen Armee in Straßburg ein. Nach seiner Beförderung zum Leutnant verwendete man ihn als Adjutant des III. Bataillons. 1908 folgte seine Abkommandierung zur weiteren Ausbildung an die Kriegsakademie nach Berlin. Hier wurde Muff am 18. Oktober 1909 zum Oberleutnant befördert. Nach seiner Rückkehr in den Truppendienst wurde er am 20. November 1913 mit seiner Beförderung zum Hauptmann in den Großen Generalstab versetzt.
Hier war Muff auch bei Ausbruch des Ersten Weltkriegs tätig und hatte in den folgenden Jahren verschiedene Generalstabsverwendungen inne. Er war 1915 im Generalstab des Beskidenkorps, 1916 im Stab des Chefs des Feldeisenbahnwesens und 1918 im Generalstab der Heeresgruppe „Gallwitz“. Unterbrochen wurde seine Tätigkeit von einer Verwendung von Ende 1916 bis Anfang 1918 als Militärbevollmächtigter in Wien. Die damit verbundenen Aufgaben umfassten Arbeitsbereiche eines preußischen Militärattachés beim Hauptverbündeten Österreich. Lediglich die Bedingungen des Krieges und des kriegsbedingten Nichtbestehens einer diplomatischen Vertretung im Nachbarland, setzten dabei einen veränderten Rahmen. Als Major und Führer des I. Bataillons im Infanterie-Regiment „Kaiser Wilhelm, König von Preußen“ (2. Württembergisches) Nr. 120 nahm Muff an der Deutschen Frühjahresoffensive 1918 teil und wurde dabei schwer verwundet. Für seine Leistungen während des Krieges hatte man ihn u. a. mit beiden Klassen des Eisernen Kreuzes, dem Ritterkreuz des Königlichen Hausordens von Hohenzollern mit Schwertern und dem Orden der Eisernen Krone III. Klasse mit Kriegsdekoration ausgezeichnet. Außerdem wurde ihm durch König Wilhelm II. am 7. April 1915 das Ritterkreuz des Militärverdienstordens verliehen.
Nach dem Waffenstillstand von Compiègne wurde Muff in die Vorläufige Reichswehr übernommen und als Generalstabsoffizier dem Wehrkreiskommando V zugewiesen. Mit der Bildung der Reichswehr war er in gleicher Funktion bei der 5. Division tätig und wurde im April 1924 zum Kommandeur des II. Bataillon des 14. (Badisches) Infanterie-Regiments in Tübingen ernannt. Seit Dezember 1926 gehörte Muff als Oberstleutnant der Völkerbunds-Abteilung (Gruppe Heer) im Reichswehrministerium an und wurde 1928 als Oberst Chef des Stabes der 3. Kavallerie-Division. Vom 1. März 1930 bis 30. September 1931 war Muff Kommandeur des 13. (Württembergisches) Infanterie-Regiments in Ludwigsburg. Am 1. Oktober 1931 zum Generalmajor befördert, fungierte er als Infanterieführer V und als solcher war Muff ab 1932 auch Landeskommandant in Württemberg. Im gleichen Jahr wurde er aus dem aktiven Dienst verabschiedet.
Muff nahm in der Folgezeit Lehraufträge für Kriegswissenschaften an der Universität Tübingen und der TH Stuttgart wahr.

### Als Militär- und Luftattaché
Am 1. April 1933 reaktiviert, wurde Muff Militärattaché an den deutschen Gesandtschaften in Wien, Bern und Sofia mit Sitz in Wien. In dieser Funktion unterstützte er mit legalen und illegalen nachrichtendienstlichen Mitteln den von Deutschland lange vorbereiteten und gewünschten Anschluss Österreichs an das Deutsche Reich. Seine wichtigsten Aufgaben dabei bestanden in der Beschaffung von Informationen über politische Ziele, die Wehrhaftigkeit und Ernsthaftigkeit des Einsatzes des Bundesheeres bei einer militärischen Besetzung sowie intensive Einflussnahme, bis hin zum politischen Druck auf Regierungskreise Österreichs. Über seinen Tisch wurden finanzielle Mittel zum Aufbau und die Bewaffnung von NS-Formationen, und den Einsatz von NS-Propagandamaterialien vergeben. Dabei trat er auch selbst als Propagandist der NS-Weltanschauung in Erscheinung, obwohl ihm in der Position eines diplomatischen Attachés ein politisches Tätigwerden untersagt war. Zusätzlich übernahm er dann noch zum 11. August 1935 den Aufgabenbereich des Luftattachés. Im Jahr 1936 folgte seine Beförderung zum Generalleutnant. Am 1. November 1937 wurde er in seinem Verantwortungsbereich für die Schweiz durch den Militärattaché Iwan von Ilsemann (1882–1964) entlastet. Von nun an konnte er sich mit voller Kraft den illegalen Bestrebungen der Unterwanderung der österreichischen Gesellschaft, der Stärkung der dort tätigen Organisationen des Sicherheitsdienstes und der NSDAP zuwenden. Dabei arbeitete er eng mit dem im gleichen Auftrag in Wien eingesetzten Leiter der Abwehr und der Abwehrstelle in München, Rittmeister Rudolf von Marogna-Redwitz zusammen. Das von Muff geführte Informantennetz reichte bis in die Spitzen des österreichischen Bundesheeres, des Evidenzbüros und die Chiffrierstelle der Regierung. Noch in der Nacht zum 13. März 1938, kurz vor dem von Adolf Hitler befohlenen Einmarsch deutscher Truppen in das Territorium des Nachbarstaates, erpresste er im Auftrag von Hermann Göring Mitglieder der amtierenden österreichischen Regierung, die von Deutschland geforderten Bedingungen mit Ultimatum umzusetzen. Nach der deutschen Okkupation Österreichs, an der er mit seinem Attachéamt in breitester Form mitgewirkt hatte, beriet er ab April 1938 Walther von Brauchitsch und Erich von Manstein bei der Eingliederung des österreichischen Bundesheeres in die Wehrmacht. Dabei stand vor allem im Mittelpunkt, die Gegner dieses von Deutschland aus betriebenen subversiven und ideologischen Unterwanderungsprozess, personell der Gestapo auszuliefern. Am gleichen Tag der deutschen Okkupation Österreichs wurde Muff zum General z.b.V beim XI. Armeekorps ernannt. Noch vor seiner Weiterverwendung sorgte er persönlich dafür, dass die Unterlagen der deutschen Gesandtschaft in Wien vom deutschen Reichsarchiv abtransportiert werden, um alle Spuren seines Wirkens gegen die Interessen Österreichs zu verwischen. Vor Beginn des Zweiten Weltkriegs wurde Muff nach Hannover versetzt. Im Jahr darauf folgte seine Ernennung zum stellvertretenden Kommandierenden General und Befehlshaber im Wehrkreis XI mit Sitz in Hannover sowie am 1. Dezember 1940 seine Beförderung zum General der Infanterie. Am 30. April 1943 wurde Muff verabschiedet.
Nach dem Krieg lebte Muff auf der Hämelschenburg bei Hameln und hielt Vorträge, insbesondere vor den Mitgliedern der früheren Deutschen Gesellschaft für Wehrpolitik und Wehrwissenschaften, mit denen er seit Mitte der 1930er Jahre im engen Kontakt stand. Am 1. April 1947 wurde vom Landesgericht für Strafsachen Wien gegen Muff ein Haftbefehl erlassen. Die gerichtliche Anordnung begründete diesen Schritt wegen des „bestehenden Verdachten der Verbrechen §§ 3,4 und 8 des Kriegsverbrechergesetzes“. Dabei wurde ihm zur Last gelegt, als Mitglied der illegalen NSDAP in Österreich und als Hauptverantwortlicher für die ab März 1938 vom Deutschen Reich, vor allem des SD und der Gestapo, vollzogenen Maßregelungen gegen österreichische Offiziere, deren Verhaftung mitgewirkt zu haben. Eine sofortige Vollstreckung war zu diesem Zeitpunkt nicht möglich, da sein Aufenthaltsort nicht bekannt und auch sein Vorname falsch wiedergegeben war. Erst zum Jahresende konnte nach eingegangenen Rückmeldungen die Korrektur erfolgen. Die geführten Ermittlungen und Überprüfungen seines damaligen Aufenthaltsortes hielten mindestens bis Ende 1947 an. Mit Bekanntwerden der Nachricht vom Ableben Muffs wurden weitere Ermittlungen und das gerichtliche Verfahren gegen ihn eingestellt.

## Publikationen
- Der bürgerliche Unterricht im Reichsheere. Berger Verlag, Stuttgart 1923.
- Was muß bleiben im Wandel der Wehrmacht. In: F. v. Cochenhausen (Hrsg.): Wehrgedanken, Eine Sammlung wehrpolitischer Aufsätze. 1933, S. 33–74.
- Friedrich der Große und England. 1940.
- Das Geheimnis des Sieges. In: Stahl u. Eisen. 62, 1942, H. 1, S. 2–9.
- Die Philosophie Friedrichs des Großen. 1944.
- Wozu verpflichtet Langemarck!? 1941.
- mit Rudolf Diels: Langemarck lebt: Wiedergabe der auf der Langemarck-Gedenkstunde der Hannoverschen Studentenschaften am 19. November 1941 gehaltenen Ansprachen. Studentenwerk Hannover 1941.